# 메르세데스-벤츠 M270/M274 엔진
메르세데스-벤츠 M270 엔진(영어: Mercedes-Benz M270 engine)과 메르세데스 벤츠-M274 엔진(영어: Mercedes-Benz M274 engine)은 2011년부터 메르세데스-벤츠에서 생산 중인 터보차저 4기통 직렬 엔진이다.

## 디자인
M270은 전륜 구동 차량의 가로 구성을 나타내고 M274는 후륜 구동 차량의 세로 장착 레이아웃을 나타낸다.